# 2000 في جامايكا
فيما يلي قوائم الأحداث التي وقعت خلال عام 2000 في جامايكا.

## موسيقى

### ألبومات
من الألبومات التي صدرت هذه السنة في جامايكا:
- 1 يناير – ستيج وان من غناء شون بول.

## مواليد

### يناير
- 1 يناير – أودري ماركس رائدة أعمال جامايكية.
- 1 يناير – باسيل والاس ممثل أمريكي.
- 1 يناير – جلان واشنطن كاتب أغاني جامايكي.
- 1 يناير – فنسنت ر. ستيوارت جنرال أمريكي.

### مايو
- 12 مايو – كريس غوسلين لاعب كرة قدم من الولايات المتحدة.[1]

## وفيات

### فبراير
- 13 فبراير – جون كاميرون (مواليد 1914) لاعب كركيت جامايكي.

### مايو
- 17 مايو – يولا كين (مواليد 1954)

### يونيو
- 14 يونيو – فريتز جي. كاسيدي (مواليد 1907)[2]

### أكتوبر
- 19 أكتوبر – هورتنس إليس (مواليد 1941) موسيقية جمايكية.